# Zeng Ying
Zeng Ying (chinesisch 曾莹, Pinyin Céng Yíng; * 12. März 1987) ist eine ehemalige chinesische Fußballspielerin.

## Karriere

### Nationalmannschaft
Für den CFA kam sie in der A-Nationalmannschaft das erste Mal am 17. Juni 2012 in Oakland beim 3:1-Sieg im Freundschaftsspiel gegen die Nationalmannschaft Neuseelands zum Einsatz.
Als Nächstes kam sie im November 2012 in allen drei Spielen der 2. Qualifikationsrunde für die Teilnahme an der Ostasienmeisterschaft 2013 in Südkorea zum Einsatz. In der Endrunde des Turniers bestritt sie im Juli alle drei Spiele, belegte mit ihrer Mannschaft jedoch nur den vierten Platz.
Mit der Mannschaft nahm sie am Vier-Nationen-Turnier 2013 teil und wurde in allen drei Spielen berücksichtigt. Zwei Monate später war sie mit ihrer Mannschaft im Turnier um den Algarve-Cup vertreten. Im letzten ihrer drei Spiele der Gruppe B gelang ihr mit dem 1:0-Siegtreffer gegen die Nationalmannschaft Islands ihr einziges A-Länderspieltor. Auch im Spiel um Platz 5, bei der 0:1-Niederlage gegen die Nationalmannschaft Japans am 13. März in Faro wurde sie berücksichtigt.
Im Spieljahr 2014 bestritt sie ihre letzten vier A-Länderspiele, jeweils zwei im Vier-Nationen-Turnier (3:1 vs. Mexiko am 13., 1:0 vs. Nordkorea am 15. Februar) und in Freundschaft gegen die US-amerikanische Nationalmannschaft (0:2 am 7. April in Denver und 0:3 am 11. April in San Diego).